# La Plainte, au loin, du faune
La Plainte, au loin, du faune... est une œuvre de Paul Dukas écrite pour piano, composée dans le cadre de l'ouvrage collectif Tombeau de Claude Debussy commandé en 1920 par Henry Prunières pour la Revue musicale, comme supplément musical, afin de célébrer la mémoire de Claude Debussy, mort deux ans auparavant.

## Présentation
Dans l'esprit de constituer un « hommage international à la mémoire de Debussy [qui] sera un véritable « monument » comme ceux que les poètes de la Renaissance élevaient aux artistes qu’ils avaient aimés », plusieurs compositeurs sont réunis par Henry Prunières à la faveur d'un numéro spécial de la Revue musicale. 
Outre Dukas, participent à cette livraison Albert Roussel, Gian Francesco Malipiero, Eugène Goossens, Béla Bartók, Florent Schmitt, Igor Stravinsky, Maurice Ravel, Manuel de Falla et Erik Satie.
La plainte, au loin, du faune est la contribution de Paul Dukas à ce tombeau. 
La partition est composée en 1920 et publiée dans la revue la même année, puis en 1921 en édition séparée par Durand.

## Création
La création se déroule à la salle des Agriculteurs le 24 janvier 1921 en compagnie des autres œuvres constituant le Tombeau de Claude Debussy, dans le cadre d'un concert de la Société musicale indépendante, avec Ernst Levy au piano. 

## Analyse
Guy Sacre qualifie la pièce de « joyau » : « ces raffinements d'harmonie et de contrepoint sont bien de la main de Dukas. Une vivante émotion palpite en ces pages, dans le glas lancinant de ces notes répétées, dans ces chromatismes douloureux, dans ces cortèges de sixtes pleureuses, et jusque dans ces troublantes superpositions bitonales. »
Pour Maurice Brillant, le morceau « évoque [...] très adroitement et très pittoresquement, dès les premières mesures, le thème caractéristique du Faune ; et c'est une page excellente » emplie de « tout plein de poésie et des souvenirs du fameux prélude. »
Quant à Émile Vuillermoz, il considère que « tous les musiciens qui ont aimé Debussy ne pourront se défendre d'une vive émotion en présence du geste affectueux de Paul Dukas traduisant son admiration fraternelle avec une si discrète et si persuasive éloquence. »
La durée d'exécution moyenne de l’œuvre est de quatre minutes trente environ.

## Discographie
- Dukas : Complete Piano Music, Chantal Stigliani (piano), Naxos 8.557053, 2003.
- Le Tombeau de Debussy, Jan Michiels (piano), Fuga Libera FUG590, 2011.
- Paul Dukas, l’œuvre pour piano, Laurent Wagschal, Timpani 1C1211, 2013.

### Éditions
- Tombeau de Claude Debussy, La Revue musicale, 1er décembre 1920 (lire en ligne).
- Paul Dukas, La plainte, au loin, du faune, Durand & Cie, 1921[6].

### Ouvrages
- Guy Sacre, La musique de piano : dictionnaire des compositeurs et des œuvres, vol. I (A-I), Paris, Robert Laffont, coll. « Bouquins », 1998, 2998 p. (ISBN 2-221-05017-7), p. 985.
- Michel Duchesneau, L'Avant-garde musicale et ses sociétés à Paris de 1871 à 1939, Paris, Éditions Mardaga, 1997, 352 p. (ISBN 2-87009-634-8), p. 314.
- François-René Tranchefort (dir.), Guide de la musique de piano et de clavecin, Paris, Fayard, coll. « Les Indispensables de la musique », 1987, 867 p. (ISBN 978-2-213-01639-9, OCLC 17967083), p. 327.
- Simon-Pierre Perret et Marie-Laure Ragot, Paul Dukas, Paris, Fayard, coll. « Bibliothèque des grands musiciens », 2007, 557 p. (ISBN 978-2-213-63329-9).